# アクティブケア
アクティブケア（Active Care)とは、ヘルスケアにおけるパッシブケア（Passive Care)の対義語である。

## 解説
パッシブケアがいわゆる”受け身”の医療であるのに対して、アクティブケアは患者自身が能動的、”自主的”に運動や体操を継続的行うことである。リハビリテーションやエクササイズ、歯磨きに至るまで、能動的、自主的にQOLや身体能力等の向上を継続的に行うもの全てをアクティブケアと呼ぶ。
パッシブケアの効能が常に一時的なものであるのに対し、アクティブケアの効果・効能は継続してアクティブケアを行っている限り永続的であるのが特徴である。